# لگانویل
لگانویل (به لاتین: Luganville) یک منطقهٔ مسکونی در وانواتو است که در اسپیریتو سانتو (وانواتو) واقع شده‌است. لگانویل ۸٫۳۲ کیلومتر مربع مساحت و ۱۶٬۳۱۲ نفر جمعیت دارد و ۸ متر بالاتر از سطح دریا واقع شده‌است.